# Габринец, Михаил Максимович
Габринец Михаил Максимович (10 июня 1911, ст. Стайки, Витебская область — 19 мая 1942, д. Гора, Калининская область) — лётчик-истребитель, командир авиационной эскадрильи, участник Великой Отечественной войны.

## Биография
Михаил Габринец родился в селе Стайки 10 июня 1911 года. По национальности белорус. После окончания  7 классов общеобразовательной школы работал наладчиком на заводе. После мастером и помощником начальника цеха.  В ряды Рабочей-Крестьянской Красной Армии вступил в августе 1933 года. Проходил обучение в 7-й Сталинградской военной авиационной школе летчиков. Воевал в период с 1939 по 1940 года в советско-финляндской войне.
В сентябре 1941 года во время выполнения боевого задания по прикрыванию наземных войск у станции Мга-Синявино, старший лейтенант 159 истребительной авиационной эскадрильи был во главе звена. При атаке шестью самолетами противника Ме-109, приняли неравный бой. Меткой очередью Габринцем был сбит один из Ме-109, в том время как другие самолеты вышли из боя. После успешной атаки, летчик был атакован  семью самолетами Ме-110. Вступил в бой самостоятельно, оставшимися патронами сбил один из Ме-110, который разбился в районе Путилово. В этот момент на него в атаку пошел другой Ме-110, и Габринец прямым ударом протаранил врага. За тем как рассыпался самолет противника и как на фюзеляж был посажен лётчиком самолет в расположении своих войск, наблюдал главврач Красной Армии — академик Бурденко. 
В мае 1942 года капитан М. М. Габринец погиб при столкновении самолетов, управляя «Харрикейном». 
Похоронен в братской могиле в деревне Гора Калининской области.

## Награды
- Орден Ленина  (26.02.1942)
- Орден Красного Знамени (04.06.1942)
- Представлен к званию Герой Советского Союза[1]